# Gerlingen
Gerlingen é uma cidade da Alemanha, no distrito de Ludwigsburg, na região administrativa de Estugarda, estado de Baden-Württemberg.

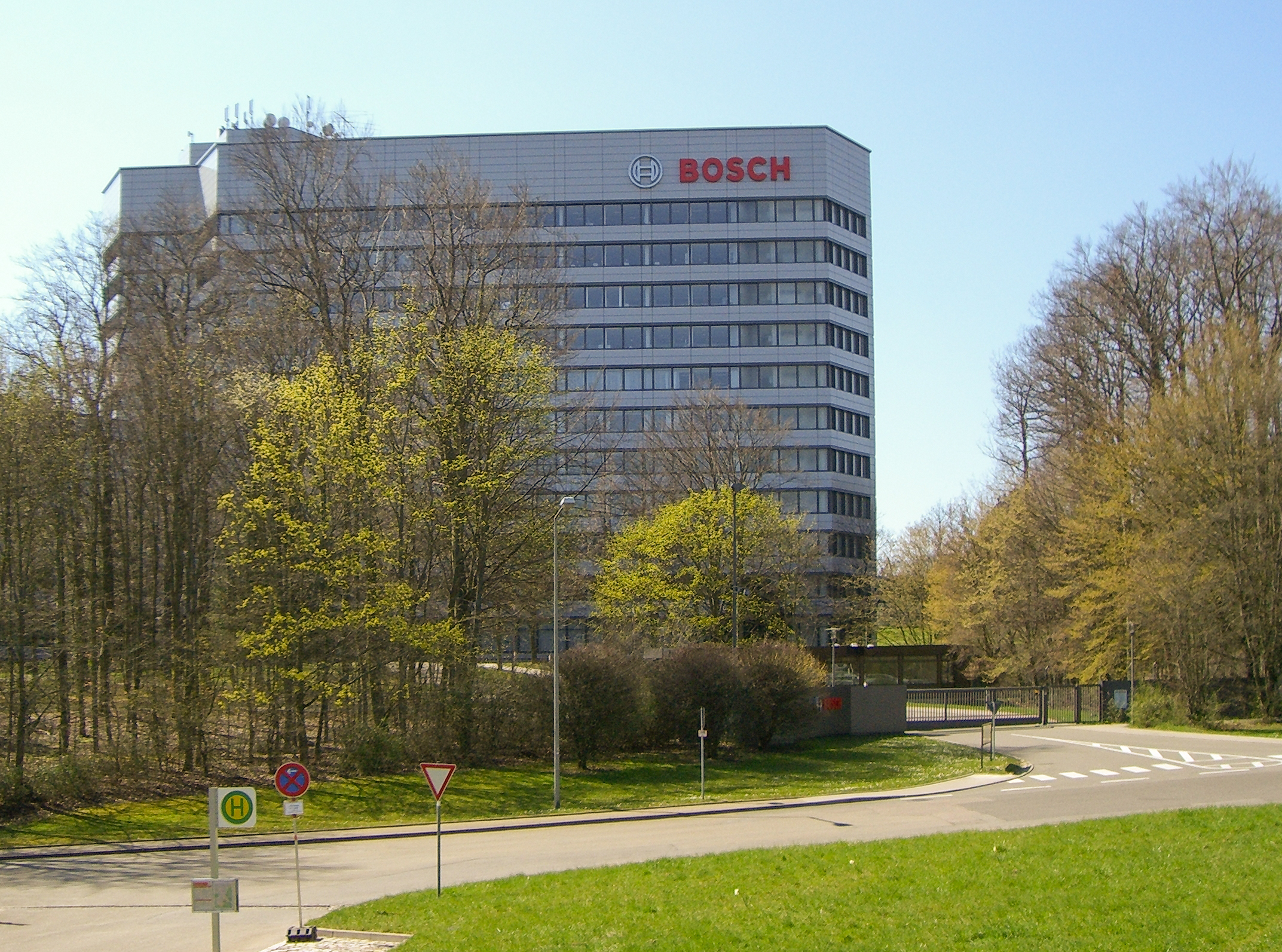
Sede mundial da Bosch, em Gerlingen-Estugarda.

A cidade é sede da empresa multinacional de engenharia e eletrônica Bosch.

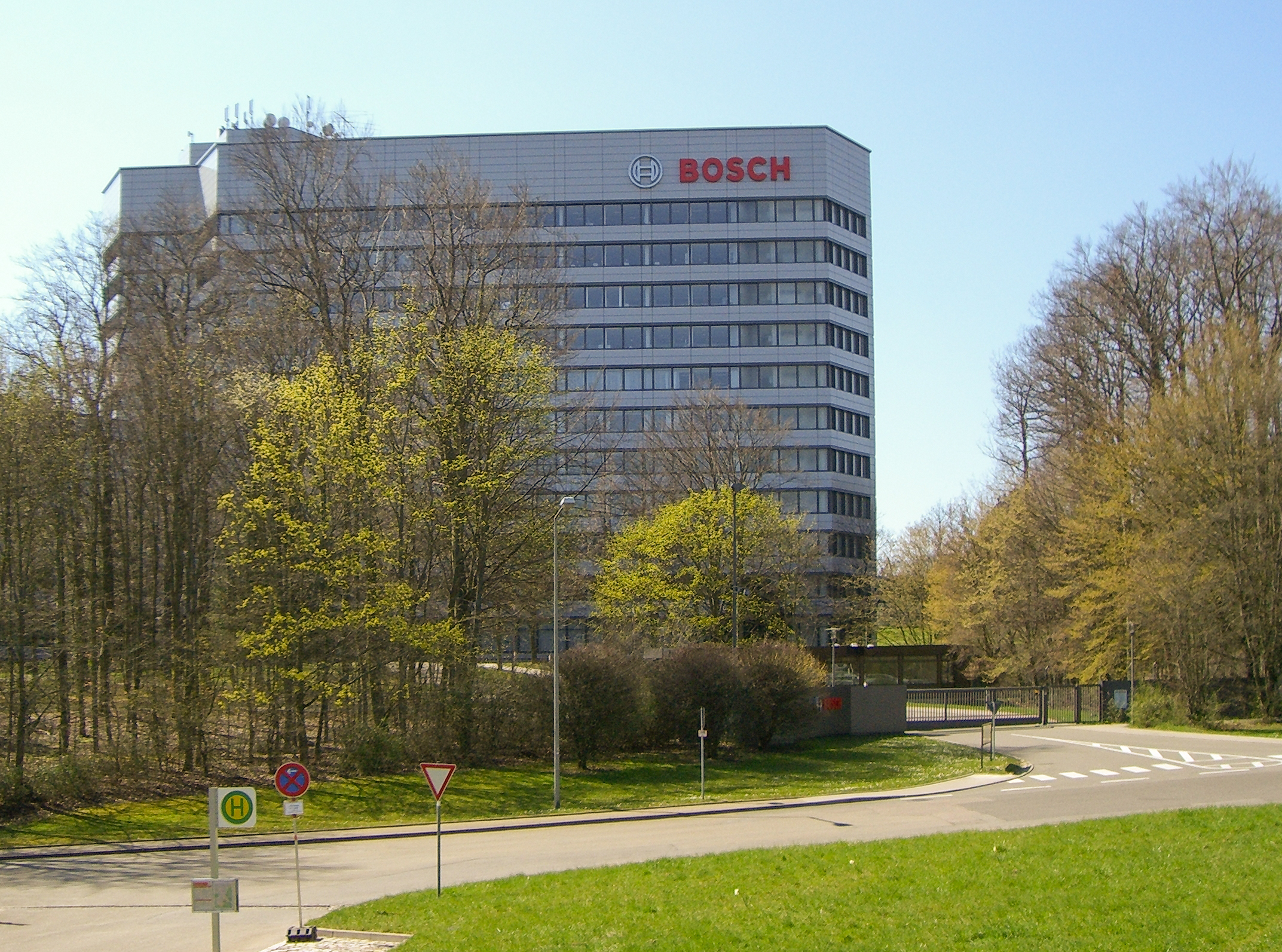
Sede mundial da Bosch, em Gerlingen-Estugarda.

## Geografia
Gerlingen é a cidade mais austral no distrito de Ludwigsburg e está situada a 336 metros acima do zero normal.

### Estrutura
Os bairros Gehenbühl e Schillerhöhe e as casas Bopser, Forchenrain, Gerlingen Heide, Glemstal, Krummbachtal e Stöckach fazem parte de Gerlingen.

### Ecologia
O Krummbachtal com sua importante presença de anfíbios, assim como a area de preservação Gerlinge Heide fazem parte de Gerlingen. A cidade pertence em parte ao Strohgäu, parte a Keuperlandschaft e ao Heckengäu.

## Economia e infraestrutura
Gerlingen é uma cidade de vinicultura e faz parte da região vinicultural de Vurtemberga.

### Transportes
Gerlingen está conectada a rede rodoviária pela autoestrada 81 (saída 18 Stuttgart-Feuerbach, três quilômetros até Gerlingen). A linha de metro U6 (Gerlingen - Hauptbahnhof - Fasanenhof) liga Gerlingen a rede de tráfego suburbano.

### Empresas residentes
A Robert Bosch GmbH, o terceiro maior fornecedor de automóveis do mundo, é residente em Gerlingen.
Importante mencionar são também as empresas Endress+Hauser Conducta GmbH (metrologia) assim como Trumpf GmbH + Co KG (engenharia mecânica).

## Pessoas de Interesse

### Cidadão Honorário
- 1892: Johann Jakob Mitschelen, Ortsvorsteher
- 1957: Fritz von Graevenitz, pintor e escultor
- 1967: Otto Schöpfer, arquivista
- 1974: Gottlieb Eisele, presidente no Volksbund Deutsche Kriegsgräberfürsorge
- 1983: Friedrich Schaffert, arquivista
- 1983: Wilhelm Eberhard, prefeito